# Plešivica (gmina Ljutomer)
Plešivica – wieś w Słowenii, w gminie Ljutomer. W 2018 roku liczyła 99 mieszkańców.